# Agrotis fuscalis
Agrotis fuscalis là một loài bướm đêm trong họ Noctuidae.